# Der Hinterschöpp

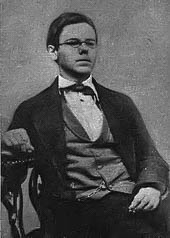
Peter Rosegger um 1865

Der Hinterschöpp ist eine Erzählung des österreichischen Schriftstellers Peter Rosegger,  die vom Januar bis März 1878 (2. Jahrgang, Hefte 4 bis 6) im Grazer Heimgarten erschien. Kaisertum Österreich in der ersten Hälfte des 19. Jahrhunderts: Thematisiert wird die doppelte „Militärflucht“ der Titelfigur.

## Inhalt
In der zweiten Oktoberhälfte des Jahres 1846 stellt sich der hagere, baumlange Anton Obersdorfer auf eine Zeitungsnotiz hin dem Schleiner Richter. In der Zeitung stand: „Der Hausierer Jonathan Schauderer aus Schlein ist des vor siebenunddreißig Jahren am Kesselsee bei Schlein an dem einundzwanzigjährigen Holzhauer Anton Obersdorfer verübten Mordes geständig und demzufolge zum Tode des Stranges verurteilt worden.“ Der „alte Militärflüchtling“ Anton Obersdorfer muss wochenlang sitzen, bis seine Identität erwiesen ist. Denn seit seiner oben erwähnten „Ermordung“ am 28. August 1809 galt Anton Obersdorfer alias Holzknecht-Toni als vermisst; hatte aber als Kleinhäusler Paul Hinterschöpp in Schneewaldbach ob Kraden bis dato unerkannt gewohnt. Wie sollte nun der Hinterschöpp bestraft werden? Die Richter fragten beim Kaiser nach. Der meinte, seine Richter könnten in dem Fall machen, was sie wollten; zum Beispiel den Delinquenten laufenlassen. So geschah es.
Die brave Ehefrau des Hinterschöpp war 1832 nach der Geburt des gemeinsamen Sohnes Anton im Kindbett gestorben. Der Hinterschöpp hatte Frau Schragl, die Witwe eines Flickschusters, als Haushälterin genommen. Diese hatte all die Jahre geschwiegen, nachdem der Hinterschöpp seinen neugeborenen Sohn als Antonia hatte taufen lassen. Denn immerhin musste ein Soldat zu der Zeit um die zwölf Jahre dienen und wurde im Dienst geschunden. Antonia trug Mädchenkleider. Zunächst war der Hinterschöpp gegen den Schulbesuch seines Kindes gewesen. Als die neunjährige Antonia dann doch zum Schulmeister Grindl gehen musste, beschwerte sich dieser beim Vater: „... so ein Mädel ist mir noch gar nicht vorgekommen; das ist toller, als der ungestümste Bub’ ... mit den Buben nimmt sie’s auf.“ Als Vierzehnjährige wird die „Hinterschöpp-Dirn’“ von ihren Vater als Sennerin auf die Alm geschickt. Auf sich gestellt, hütet Antonia nicht nur die Rinder auf den Matten, sondern erwehrt sich ganz allein des dreißigjährigen Wilderers Tibur. Das ist der Sohn des angesehenen Ortsvorstandes von Kraden. Vollständig aus dem dörflichen Leben heraushalten kann der Hinterschöpp seine Antonia nicht. Am Himmelfahrtsfrauentag zitiert der Kradener Pfarrer alle Jungfrauen zur Einweihung der neuen unbefleckte Empfängnis-Kapelle unter den drei Buchen. Die Kleiderordnung ist vorgeschrieben. Wie alle Jungfrauen muss sich Antonia in weißem Kleide und mit einem grünen Kranz auf dem Haupte einfinden. Auf der Prozession freundet sich Antonia mit der gleichaltrigen Gregina Bärenschütz an. Als Antonia auf Einladung der Familie Bärenschütz in deren Bauernhause übernachtet, macht sich der Hinterschöpp in der Nacht auf den beschwerlichen und weiten Fußweg von Schneewaldbach nach Kraden. Antonia teilt das Bett mit Gregina. Der Hinterschöpp bleibt unnachgiebig. Antonia muss mit nach Hause.
Als der Hinterschöpp im Winter auf das Jahr 1847 in Untersuchungshaft sitzt (siehe oben), geht Antonia als Anton freiwillig mit den Kradener Rekruten zum Militärdienst nach Wien. Greginas Bruder Guido hatte „Antonia“ endlich aufgeklärt. 1857 kommt Anton junior als Hauptmann heim und freit Gregina. Greginas Bruder Guido wird Korporal.

## Ausgaben
- Der Hinterschöpp, oder die Geschichte dreier zweifelhaften Personen. S. 249–341 in  Das Buch der Novellen. Erster Band. Von Peter Rosegger (Adam das Dirndl – Die Harfe im Walde – Der Adlerwirt von Kirchbrunn – Das Gupferl – Der Hinterschöpp – Die Nottaufe – Das Unglück in Rieselwang – Die Kreuzhüttenbuben). L. Staackmann. Leipzig 1913

## Anmerkung
1. ↑  Frau Schragls Sohn Hans dient in einem Regiment, das in Ungarn liegt. Nach einer Flucht aus der Kaserne überlebt Hans den Spießrutenlauf. Nach zehn Jahren Dienst möchte Hans auf Urlaub gehen. Sein Obrist lehnt das Gesuch ab und steckt den Antragsteller vier Wochen bei Wasser und Brot ins Stockhaus. Seine vierzehn Jahre soll Hans nach den Worten des erbosten Obristen in der Kaserne abdienen. Dann will er den zweifachen Deserteur für die drei Reservejahre ins „Walachisch“ hinabschicken. Der Erzähler, also Rosegger, prangert auch noch das Krummschließen und das Standrecht an.